# Chromis hanui
Chromis hanui Randall e Swerdloff, 1973 è un pesce osseo appartenente alla famiglia Pomacentridae e alla sottofamiglia Chrominae.

## Distribuzione e habitat
Chromis hanui è una specie endemica delle isole Hawaii.
Vive nei pressi delle barriere coralline, sia sul lato interno che su quello che dà sull'oceano.
Vive a profondità comprese fra 6 e 50 metri.

## Descrizione
L'aspetto è quello tipico del genere Chromis. La colorazione è bruna più o meno chiara con peduncolo caudale, pinna caudale e parte posteriore delle pinne dorsale e anale bianche. Una macchia nera è alla base della pinna pettorale.
Raggiunge i 6 cm di lunghezza.

## Biologia
Poco nota.

### Comportamento
Vive in piccoli gruppi sopra le formazioni madreporiche.

### Riproduzione
È una specie ovipara, le uova aderiscono al fondale e vengono sorvegliate dal maschio.

## Conservazione
È una specie abbondante.